# L-dopahromna izomeraza
-dopahromna izomeraza (EC 5.3.3.12, dopahromna tautomeraza, protein 2 srodan sa tirozinazom, TRP-1, TRP2, TRP-2, dopahrom Delta7,Delta2-izomeraza, dopahrom Delta-izomeraza, faktor konverzije dopahroma, dopahromna izomeraza, dopahromna oksidoreduktaza, enzim dopahromnog preuređenja, DCF, DCT, dopahromna keto-enolna izomeraza, L-dopahrom-metil estarska tautomeraza) je enzim sa sistematskim imenom L-dopahrom keto-enol izomeraza. Ovaj enzim katalizuje sledeću hemijsku reakciju
-dopahrom {\displaystyle \rightleftharpoons } 5,6-dihidroksiindol-2-karboksilat
Ovaj enzim sadrži cink.

## Literatura
- Nicholas C. Price; Lewis Stevens (1999). Fundamentals of Enzymology: The Cell and Molecular Biology of Catalytic Proteins (Third изд.). USA: Oxford University Press. ISBN 019850229X.
- Eric J. Toone (2006). Advances in Enzymology and Related Areas of Molecular Biology, Protein Evolution (Volume 75 изд.). Wiley-Interscience. ISBN 0471205036.
- Branden C; Tooze J. Introduction to Protein Structure. New York, NY: Garland Publishing. ISBN 0-8153-2305-0.
- Irwin H. Segel. Enzyme Kinetics: Behavior and Analysis of Rapid Equilibrium and Steady-State Enzyme Systems (Book 44 изд.). Wiley Classics Library. ISBN 0471303097.
- William P. Jencks (1987). Catalysis in Chemistry and Enzymology. Dover Publications. ISBN 0486654605.

## Spoljašnje veze
- L-dopachrome+isomerase на 